# Сигнал до шуму
«Сигнал до шуму» (англ. Signal to Noise) — графічний роман Ніла Геймана та Дейва Маккіна 1992 року. Комікс розповідає про п'ятдесятирічного кінорежисера, який, дізнавшись про злоякісну пухлину в своїх легенях, протягом останній шести місяців життя пише свій останній сценарій.
1989 року виходив частинами на сторінках англійського журналу «The Face». 1992 року опублікований у форматі графічного роману у видавництвах «Victor Gollancz Ltd» (Велика Британія) та «Dark Horse Comics» (США).

## Назва
Назва «Сигнал до шуму» взята з наукового терміна «співвідношення сигнал/шум», тобто міри, що застосовується для визначення наскільки сильно сигнал спотворений шумом. У Геймановому випадку, назва говорить про те, наскільки складно докладно та вичерпно передати свій первісний задум до глядача. Під сигналом розуміється сценарій фільму, який пише оповідач, а під шумом — складність творчого вираження перед неминучою смертю.

## Сюжет
Дізнавшись про злоякісну пухлину в легенях, п'ятдесятилітній успішний режисер вирішує відмовитися від лікування та використати останні пів року життя для написання свого останнього сценарію, який розповідатиме про європейське селище, що в останні години 999 року очікує на неминучий Апокаліпсис, який, звісно ж, не настав. Чоловік, однак, робить висновок, що світ насправді постійно для когось закінчується, тобто весь час відбувається невеликий персональний Апокаліпсис.

## Адаптації
1996 року на радіо BBC вийшла однойменна радіоадаптація з музичними композиціями Дейва Маккіна. 1999 року завдяки Марку Розенбушу та Роберту Тумбсу розповідь вдалося поставити на театральній сцені Чикаго.